# 唐紙学志
唐紙 学志（からかみ さとし、1978年8月28日 - ）は、静岡県静岡市出身のサッカー審判員。元国際審判員。

## 来歴
静岡南高校を経て静岡産業大学卒業。大学はサッカーの強豪として知られるが、サッカー部ではプレーはしていないという。大学卒業後の2002年11月に1級審判員に登録され、2003年より日本プロサッカーリーグ（Jリーグ）の副審、2007年よりJ2リーグ主審として登録、7試合を担当した。佐藤隆治、井上知大とともに、2007年に新規登録された主審の中では若い年齢の審判だったが同年8月にJリーグの担当から外れ、主に日本フットボールリーグ (JFL) で主審を務めた。2009年よりJ2リーグ副審に復帰し、2010年からはJ1の副審も担当している。
2013年からは、越智新次とともに国際副審に登録された。
なお、大学卒業後は静岡三菱ふそう自動車販売（現・三菱ふそうトラック・バス 東海ふそう）に勤務していたが、2005年からは静岡県サッカー協会の職員として働きながらサッカー審判員としての活動を続けている。
2016年11月のACL決勝、アルアイン(UAE)-全北現代モーターズ(韓国)で予備副審として、佐藤隆治、相樂享、山内宏志、飯田淳平とともにUAEへ派遣された。

## 判定への評価
レフェリングについては、過去のJサテライトリーグでも「厳しい判定が多い」といった不満の声があった。唐紙が主審を務めた試合では、カードの枚数、特にレッドカード（退場）が他の主審の1試合当たりの平均値と比較して多かった（「主審記録」を参照）。

## 問題となった主な試合・判定
問題となった試合としては、JFL・Jサテライトリーグの試合もあるが、本稿では2007年のJ2リーグ戦のみを掲載する。
- 第10節（4月21日）、愛媛FC-京都サンガF.C.戦

愛媛の選手へのイエローカード（警告）は1枚であったのに対し、京都への警告は5回、退場は2回（内、警告2回による退場が1回）であった。特に、手島和希が受けた2回目の警告については、プレー自体は軽いプッシングであり、警告というのはやや厳しい判定であった。この直後、試合中の判定に不満を爆発させた京都の美濃部直彦監督が唐紙に暴言を吐き退席処分となっている。
- 第21節（6月13日）、愛媛FC-コンサドーレ札幌戦

愛媛の選手への警告は1回であったのに対し、札幌への警告は8回、退場は2回（ともに警告2回による退場）であった。西澤淳二への2回目の警告は、西澤が立っていたところに来た相手選手と接触したものであり、この判定は不可解な判定であった。また、それに異議を唱えた曽田雄志にもすぐに警告を出した（その後、曽田にも2回目の警告が出され、退場処分となった）。
試合後、大幅に遅れた監督会見で札幌の三浦俊也監督は「特にありません。今日は質問も受けたくないのでこれでいいですか。」と、わずか5秒で会見を終えた。また、西澤は「B級映画を見たような気分」 とコメントしている。札幌側は、この試合の判定についてVTR付きの意見書をJリーグに提出し、「西澤への2回目の警告については『イエローカードを出すプレーではなかった』」などとの回答があった。
また、第4節（同年3月21日）の愛媛FC-水戸ホーリーホック戦においても、愛媛の選手には1回も警告が出なかったのに対し、水戸の選手は5人が警告を受けるなど、結果として愛媛に有利な判定となるケースが多くなっている。
なお、2007年のJ2リーグでは第4節以来、1ヶ月におよそ2試合のペースで主審を担当していたが、前述の第21節以降、同リーグで主審を担当することはなかった。

## 決勝担当
| 開催年月日     | 大会                                      | 対戦カード       | 対戦カード       | 結果        | 会場                   | 担当 |
| -------------- | ----------------------------------------- | ---------------- | ---------------- | ----------- | ---------------------- | ---- |
| 2010年10月20日 | 第46回全国社会人サッカー選手権大会        | カマタマーレ讃岐 | AC長野パルセイロ | 2-0         | 下関市営下関陸上競技場 | 副審 |
| 2011年1月5日   | 第59回全日本大学サッカー選手権大会        | 中京大学         | 関西大学         | 1-2         | 国立競技場             | 副審 |
| 2012年1月9日   | 第91回全国高等学校サッカー選手権大会      | 市立船橋         | 四日市中工       | 2-1         | 国立競技場             | 副審 |
| 2013年1月19日  | 第92回全国高等学校サッカー選手権大会      | 鵬翔             | 京都橘           | 2-2 (PK5-3) | 国立競技場             | 副審 |
| 2017年2月18日  | FUJI XEROX SUPER CUP2017                  | 鹿島アントラーズ | 浦和レッズ       | 3-2         | 横浜国際総合競技場     | 副審 |
| 2018年12月9日  | 天皇杯 JFA 第98回全日本サッカー選手権大会 | 浦和レッズ       | ベガルタ仙台     | 1-0         | 埼玉スタジアム2002     | 副審 |
| 2020年1月4日   | 2020 JリーグYBCルヴァンカップ             | 柏レイソル       | FC東京           | 1-2         | 国立競技場             | 副審 |
| 2021年10月30日 | 2021 JリーグYBCルヴァンカップ             | 名古屋グランパス | セレッソ大阪     | 2-0         | 埼玉スタジアム2002     | 副審 |

## 主審記録

### 唐紙学志
| 年度 | カテゴリ | 試合 |           | 得点 | 平均 得点 | 警告 | 退場     | 退場 | 平均 警告数 | 平均 退場数 | 退 席 |  |    | 勝利/ 引分 | 勝率/ 引分率 （%） |
| ---- | -------- | ---- | --------- | ---- | --------- | ---- | -------- | ---- | ----------- | ----------- | ----- |  | -- | ---------- | ------------------ |
| 年度 | カテゴリ | 試合 | 一発 退場 | 得点 | 平均 得点 | 警告 | 警告 2回 |      | 平均 警告数 | 平均 退場数 | 退 席 |  |    | 勝利/ 引分 | 勝率/ 引分率 （%） |
| 2007 | J2       | 7    | H         | 11   | 1.57      | 10   | 0        | 1    | 1.43        | 0.143       | 0     |  | H  | 4          | 57.1               |
| 2007 | J2       | 7    | A         | 7    | 1.00      | 27   | 2        | 3    | 3.86        | 0.714       | 1     |  | A  | 1          | 14.3               |
| 2007 | J2       | 7    | 計        | 18   | 2.57      | 37   | 2        | 4    | 5.29        | 0.857       | 1     |  | 分 | 2          | 28.6               |

### Jリーグ全主審
| 年度 | カテゴリ                         | 試合 |           | 得点 | 平均 得点* | 警告 | 退場     | 退場  | 平均 警告数* | 平均 退場数* | 退 席 |  |    | 勝利/ 引分 | 勝率/ 引分率 （%） |
| ---- | -------------------------------- | ---- | --------- | ---- | ---------- | ---- | -------- | ----- | ------------ | ------------ | ----- |  | -- | ---------- | ------------------ |
| 年度 | カテゴリ                         | 試合 | 一発 退場 | 得点 | 平均 得点* | 警告 | 警告 2回 |       | 平均 警告数* | 平均 退場数* | 退 席 |  |    | 勝利/ 引分 | 勝率/ 引分率 （%） |
| 2007 | J1・J2・入替 ナビスコ ゼロックス | 682  | H         | 966  | 1.42       | 1277 | 16       | 54**  | 1.87         | 0.103        | 5     |  | H  | 293        | 43.0               |
| 2007 | J1・J2・入替 ナビスコ ゼロックス | 682  | A         | 850  | 1.25       | 1379 | 36       | 55    | 2.02         | 0.133        | 8     |  | A  | 241        | 35.3               |
| 2007 | J1・J2・入替 ナビスコ ゼロックス | 682  | 計        | 1816 | 2.66       | 2656 | 52       | 109** | 3.89         | 0.236        | 13    |  | 分 | 148        | 21.7               |

- 備考

1. 2007年のJリーグを担当する主審は38人である
2. 表中の「H」はホームチーム、「A」はアウェイチーム、「分」は引き分けを示す
3. 平均退場数に、監督・コーチ等チームスタッフの退席分は含まない
4. 一部試合に関する注意点
  1. *2007年ナビスコカップ準々決勝第2戦（7月15日）の川崎フロンターレ-ヴァンフォーレ甲府戦は延長戦となったため、それぞれ90分当たりの平均値とした。
  2. **2007年J1第10節（5月6日）の大分トリニータ-サンフレッチェ広島戦における、藤田義明（大分）に対する2回目の警告は長田和久主審の人違いであったため、出場停止等、懲戒運用上の退場処分（警告2回）は取り消されたが、公式記録は変更されず、また本稿では主審のカード提示枚数を記載しているため、この退場を含めた。

- 出典 - Jリーグ「Jリーグ試合記録」